# 陈荣春
陈荣春（1938年11月—），男，福建惠安人，中华人民共和国政治人物，曾任泉州市人民政府市长，中共泉州市委副书记，福建省政协副主席。